# John Lewis Krimmel
John Lewis Krimmel (30 mai 1786-15 juillet 1821), parfois appelé le Hogarth américain, était un peintre américain spécialisé dans la peinture de genre. Né en Allemagne, il émigra à Philadelphie en 1809 puis entra dans la Pennsylvania Academy of Fine Arts. 

## Quelques œuvres
- Pepper-Pot: A Scene in the Philadelphia Market, 1811
- In an American Inn, 1814
- The Country Wedding, 1814
- Election Day, Philadelphia 1815
- Fourth of July Celebration 1819 - Philadelphia
- The Cut Finger
- Blindman's Bluff
- Going to and Returning from Boarding-School
- Perry's Victory

## Peintures

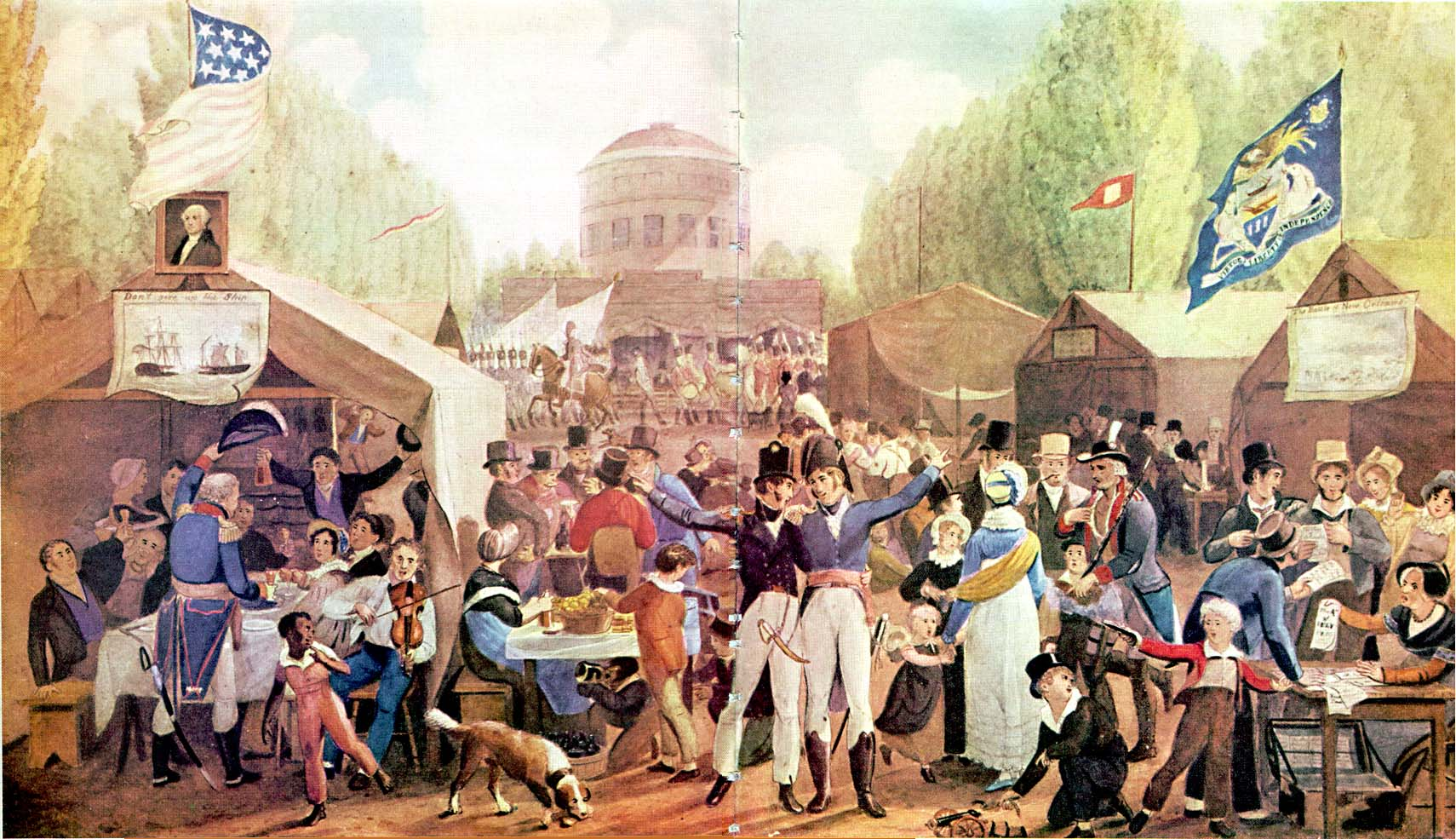
Fourth of July Celebration - Philadelphia (1819)
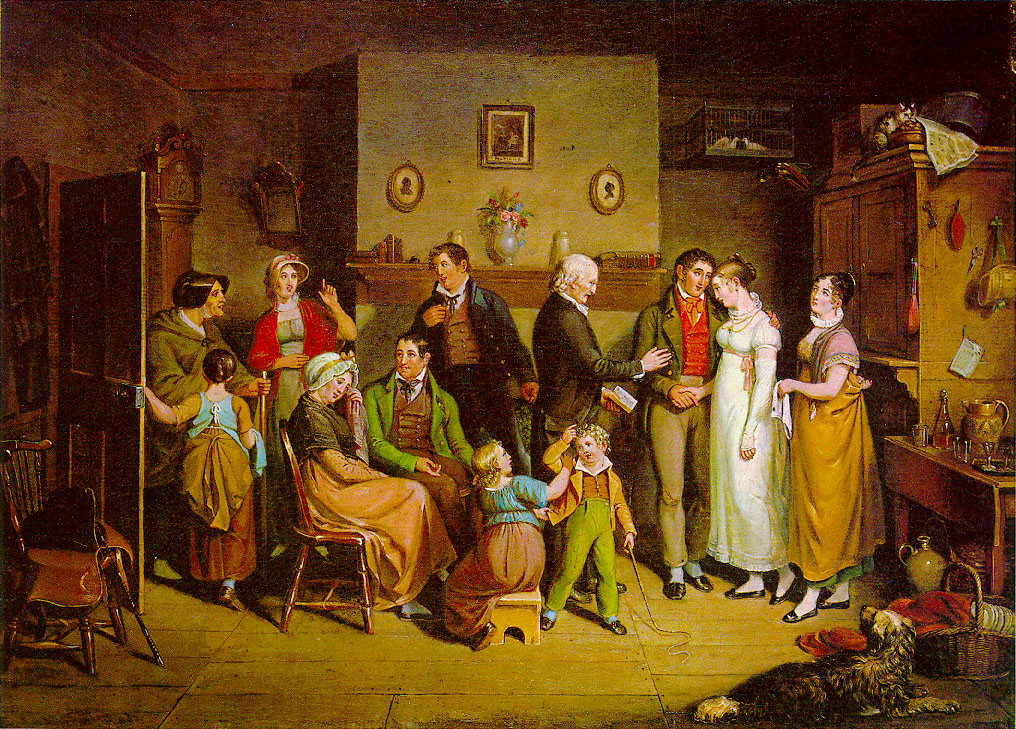
A Country Wedding (1820)
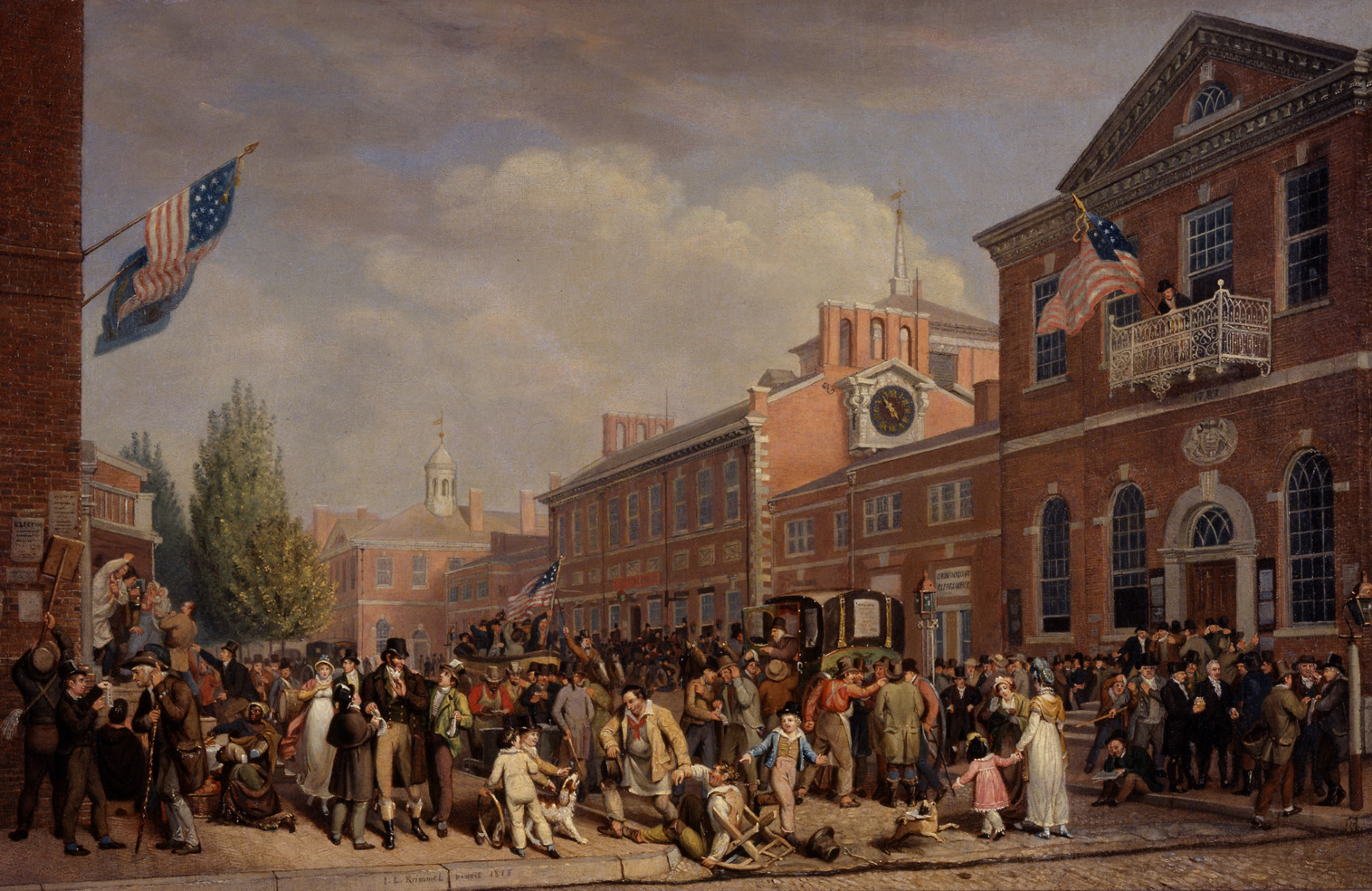
Election Day 1815

## Aquarelles dans leMetropolitan Museum of Art, New York

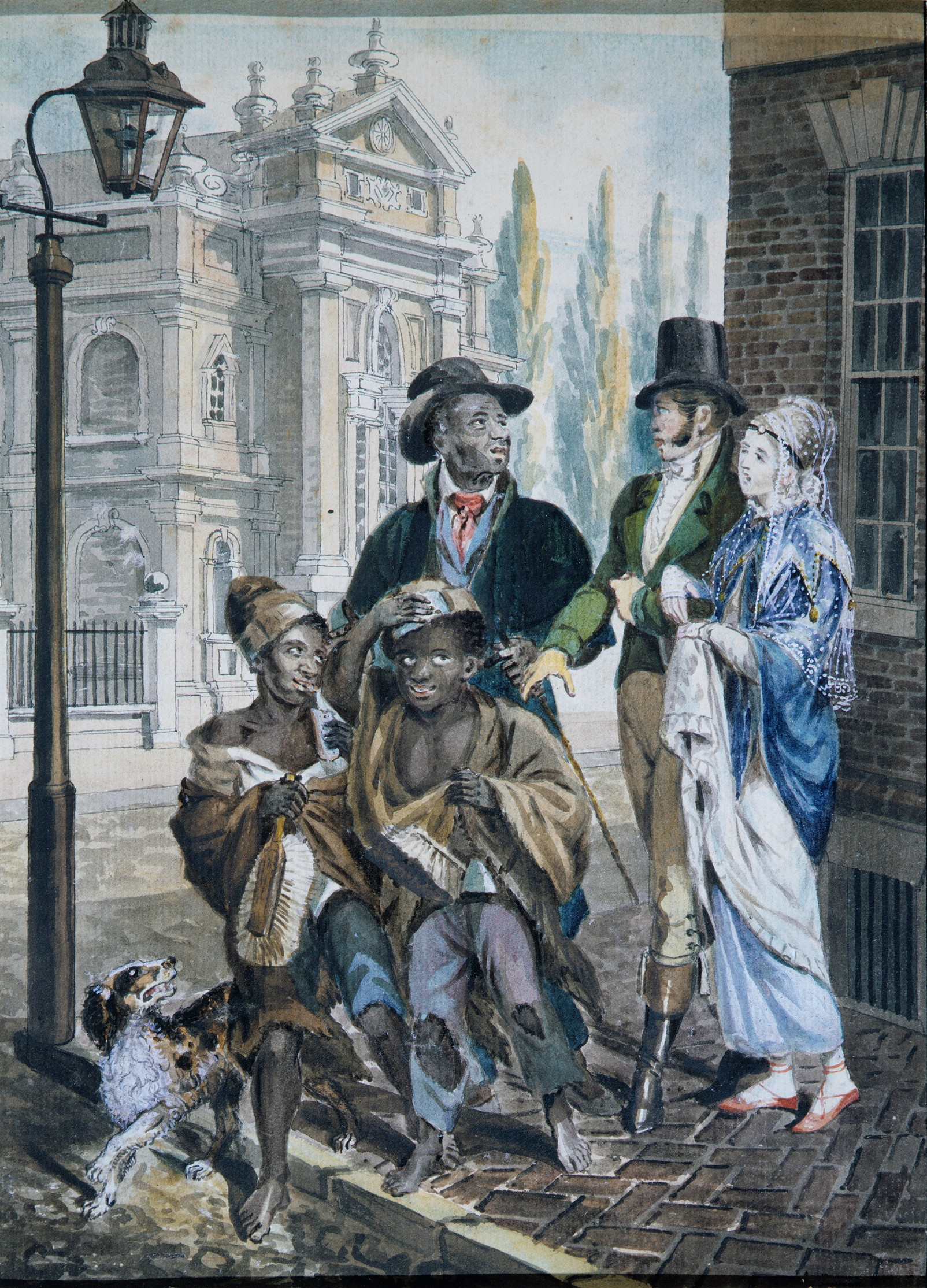
"Worldly Folk" Questioning Chimney Sweeps and Their Master before Christ Church, Philadelphia
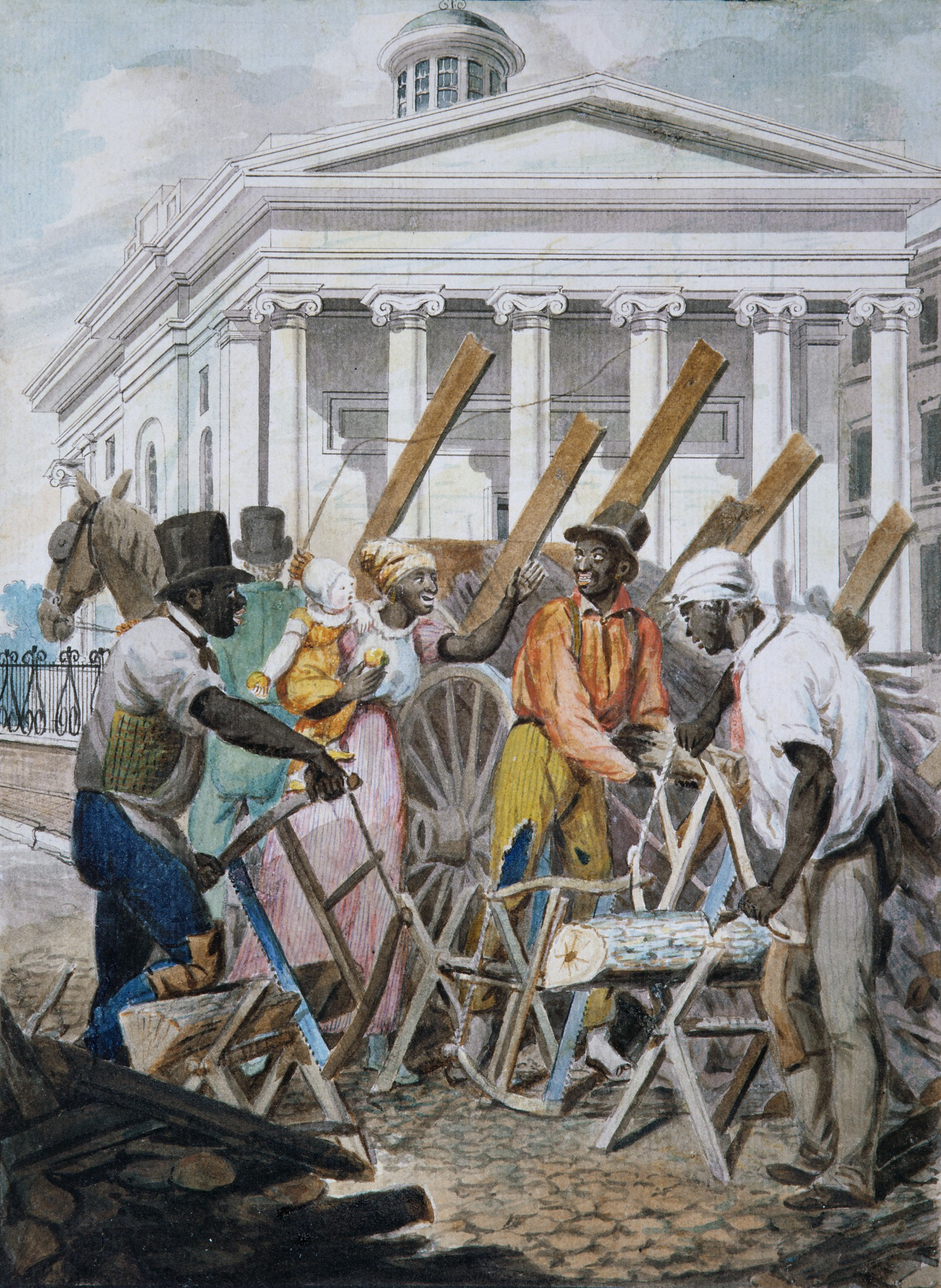
Black Sawyers Working in front of the Bank of Pennsylvania, Philadelphia
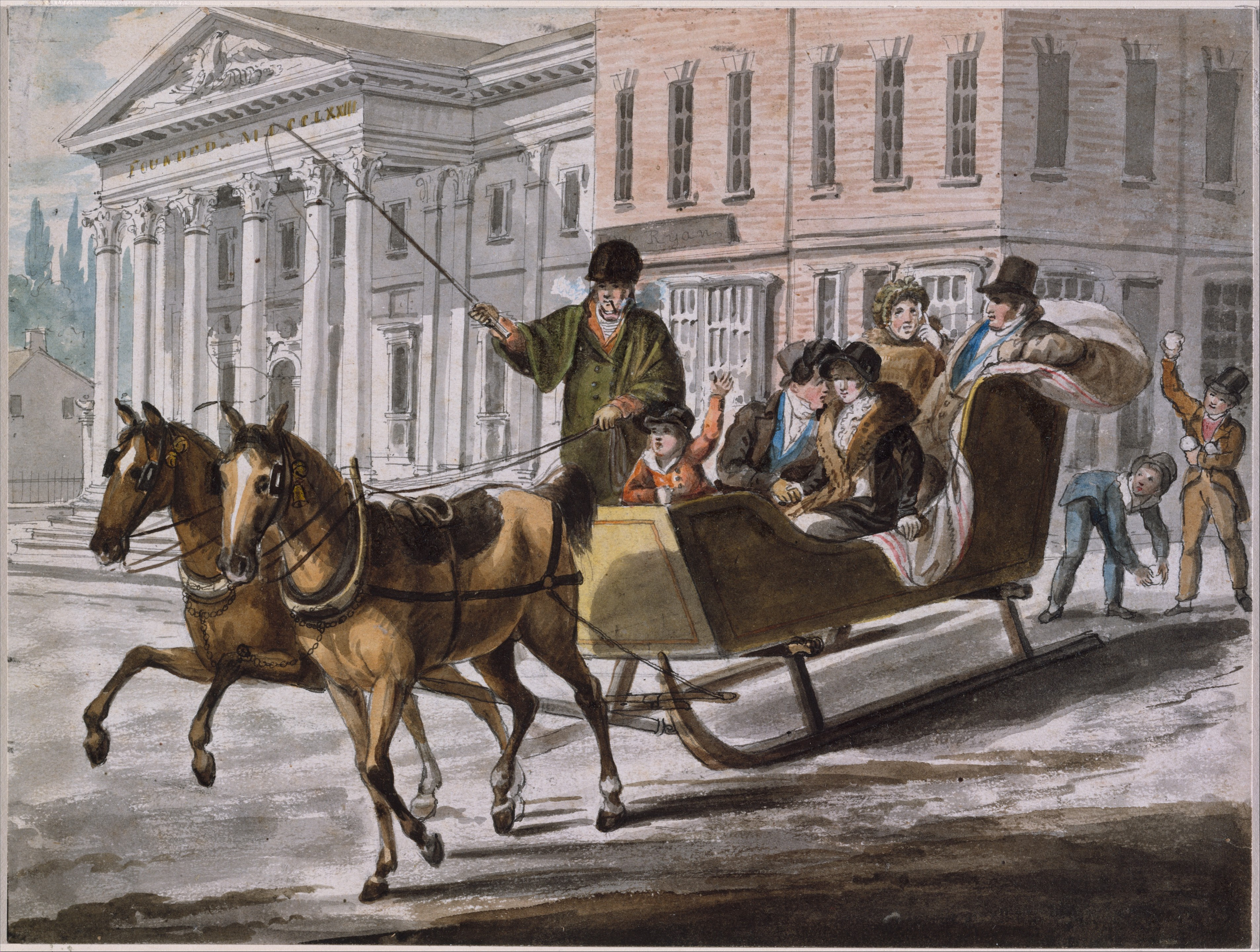
Winter Scene in Philadelphia—The Bank of the United States in the Background
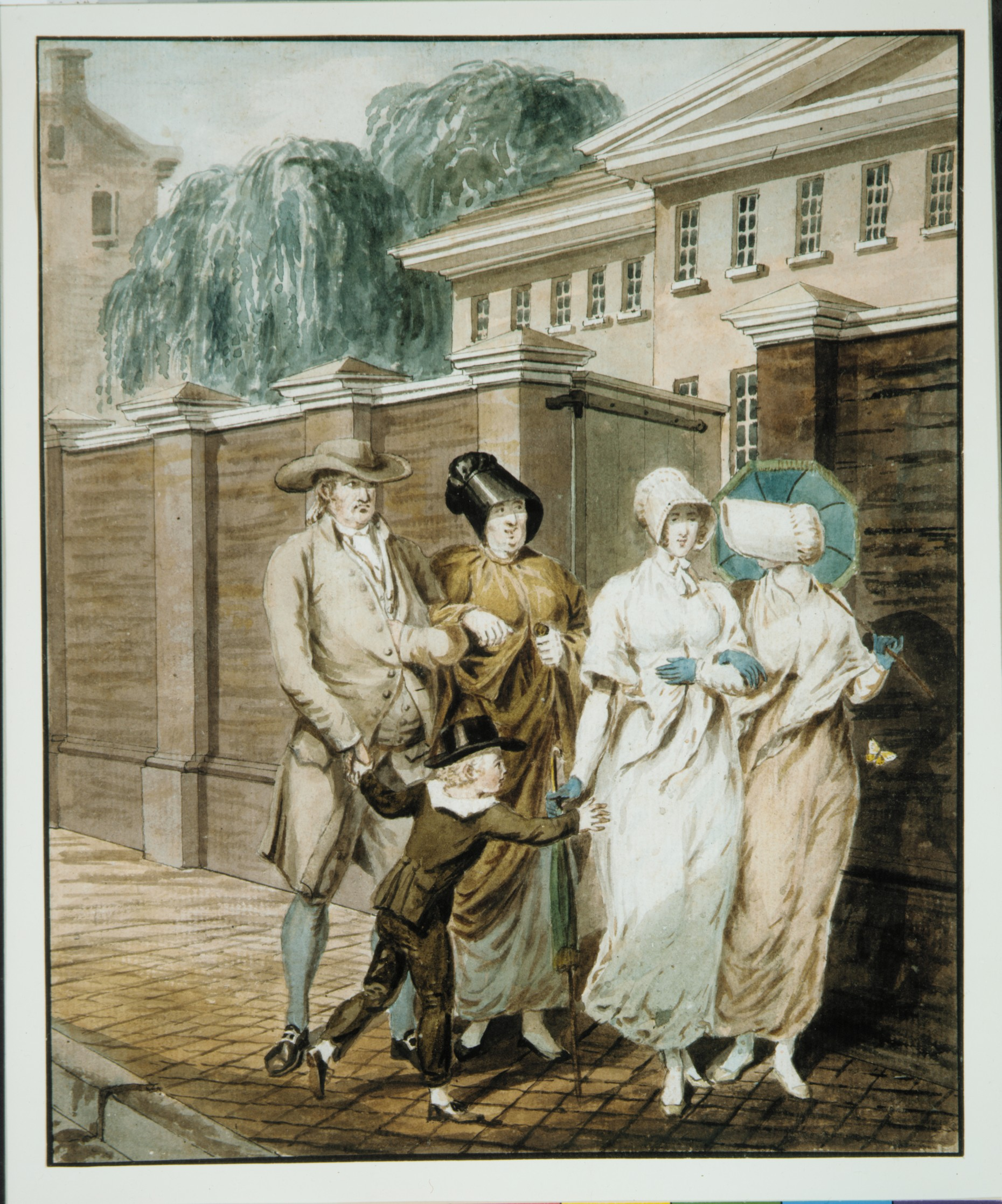
Sunday Morning in front of the Arch Street Meeting House, Philadelphia
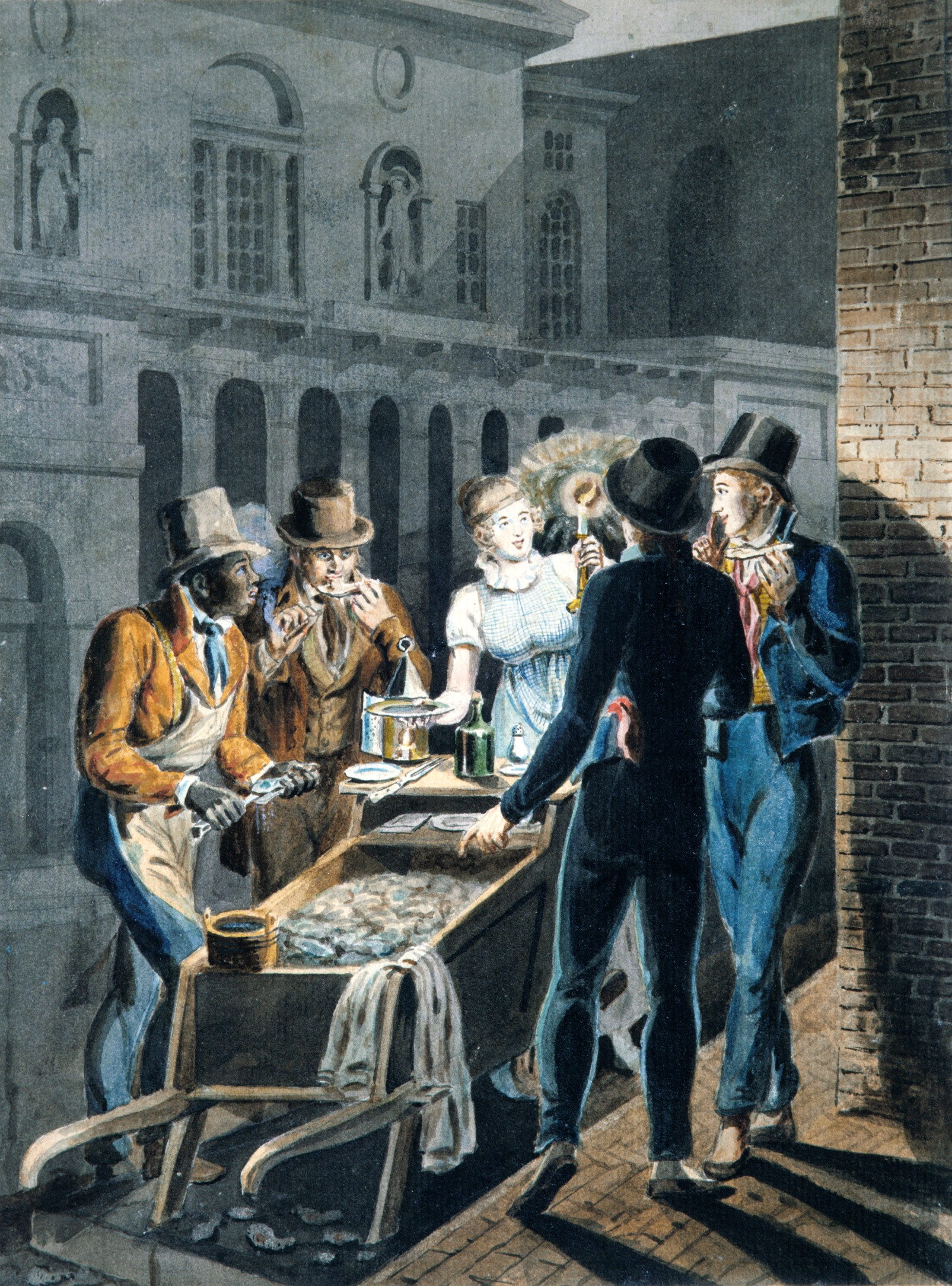
Nightlife in Philadelphia—an Oyster Barrow in front of the Chestnut Street Theater
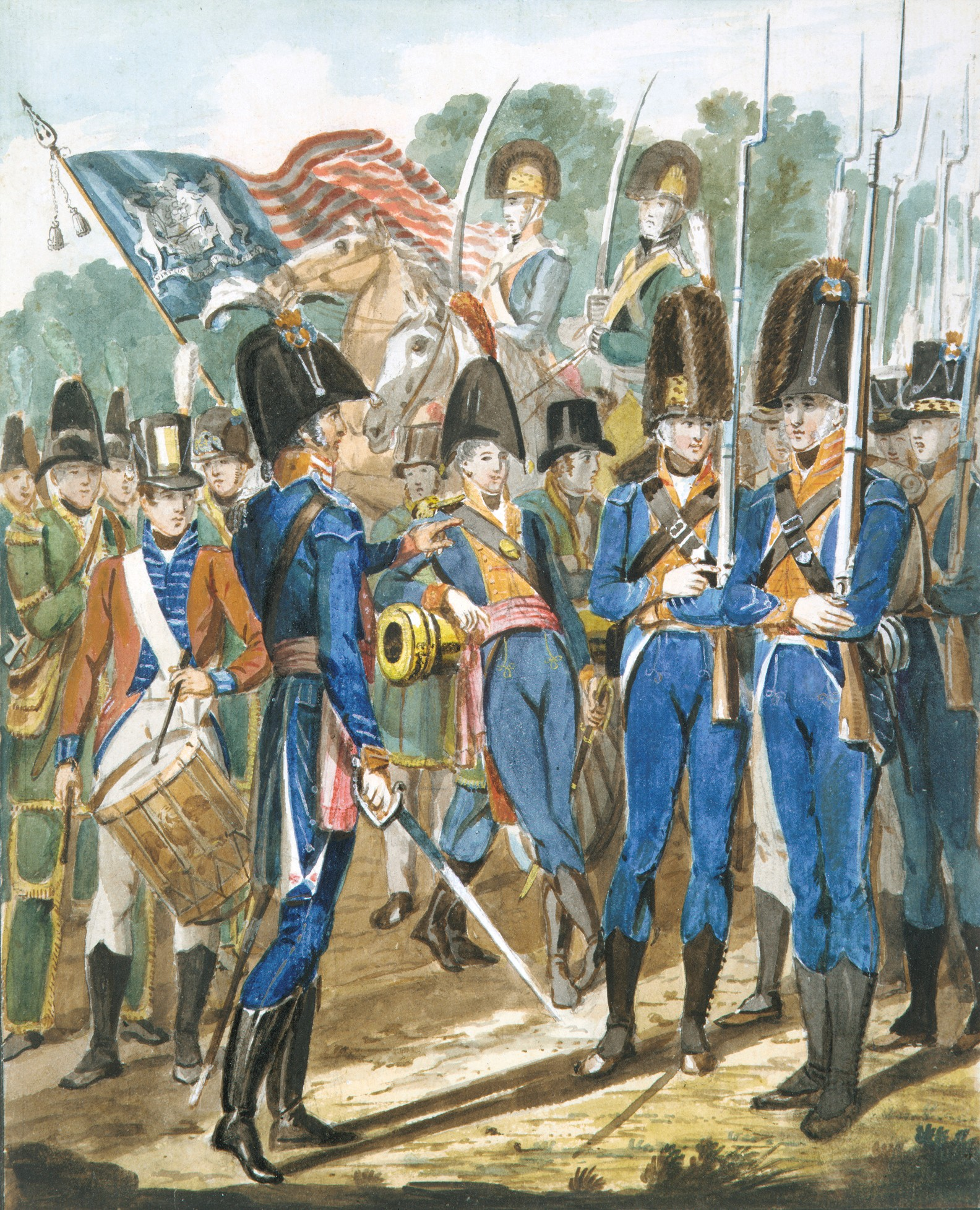
Members of the City Troop and Other Philadelphia Soldiery
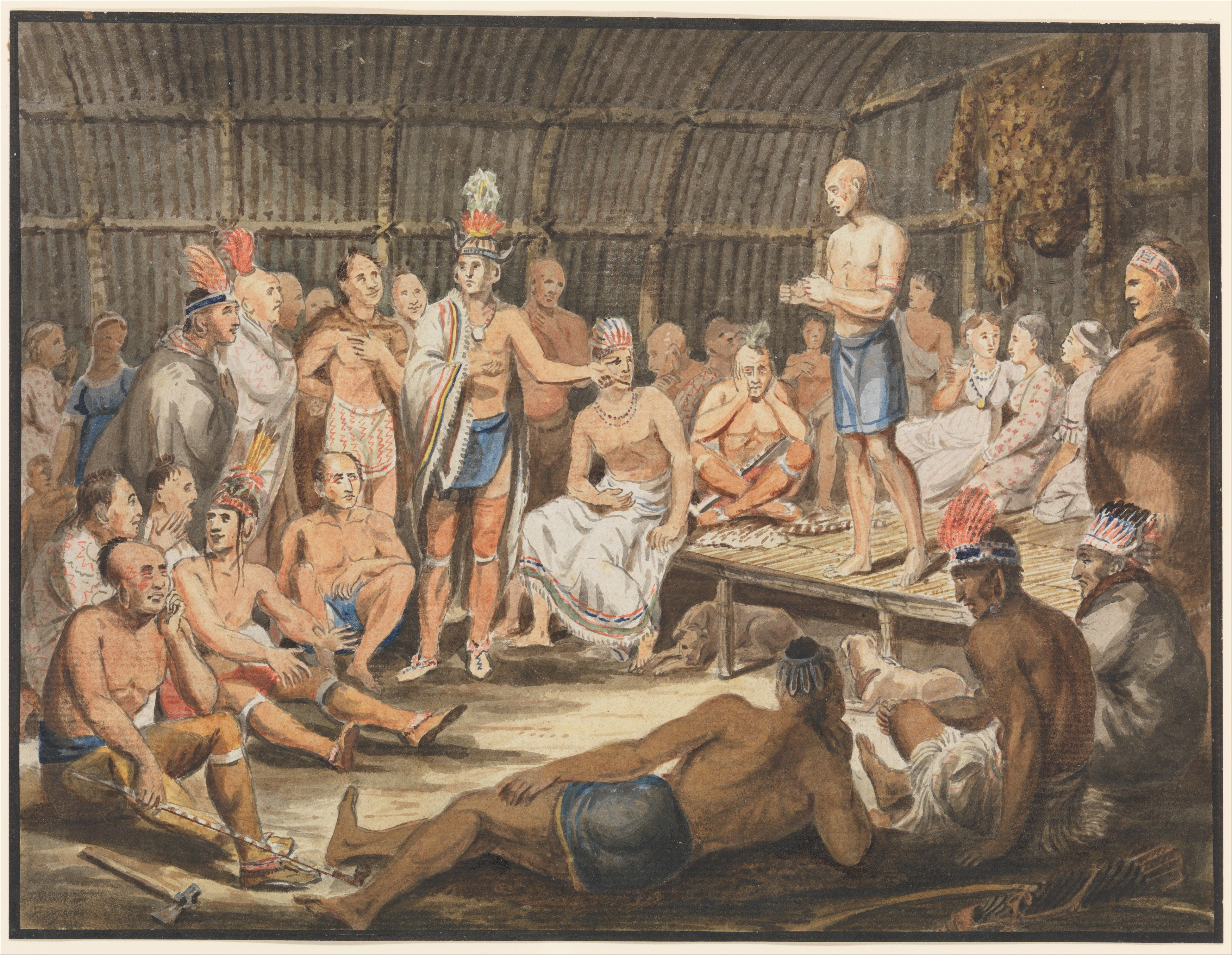
Exhibition of Indian Tribal Ceremonies at the Olympic Theater, Philadelphia
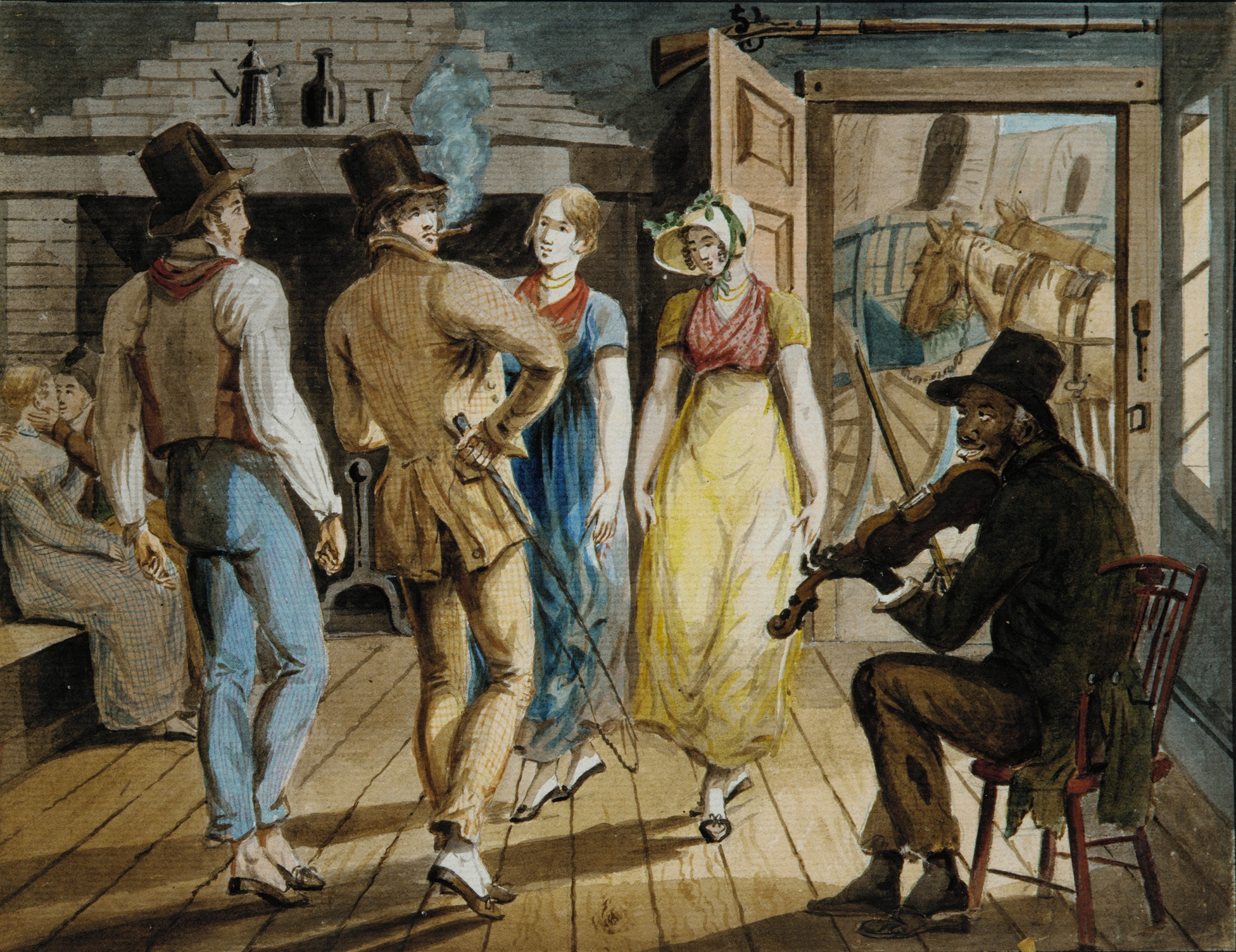
Merrymaking at a Wayside Inn